# Javad Sa'd al-Dowleh

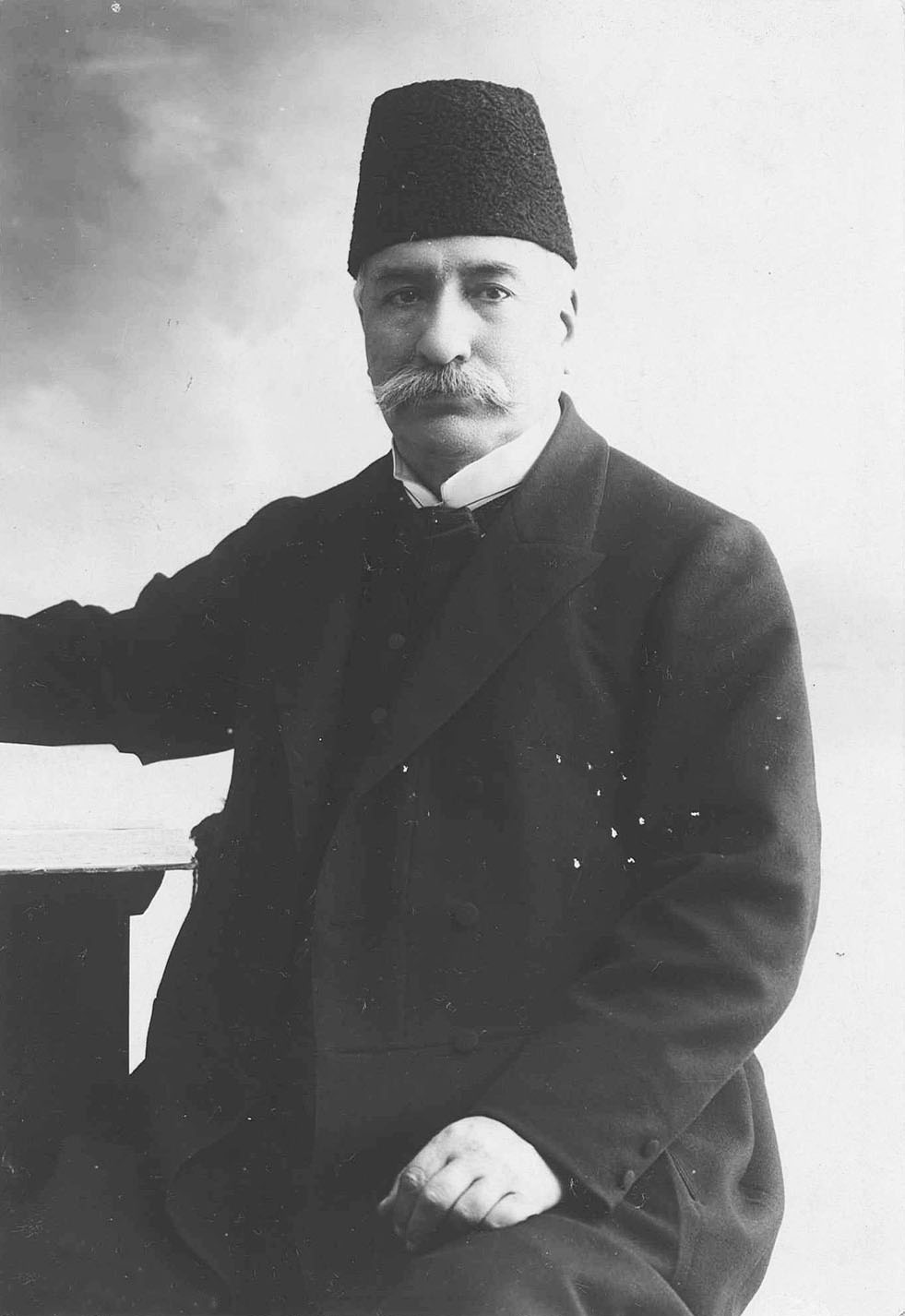
Javad Sa'd al-Dowleh

Javad Sá al-Dowleh (1856 em Khoy - 3 de fevereiro de 1930 em Teerão ), foi um primeiro-ministro da era Qajar no Irão. Sa'd al-Dowleh foi embaixador do Irão na Bélgica entre 1893 e 1896.